# Halowe Mistrzostwa Europy w Lekkoatletyce 1976 – bieg na 60 m przez płotki mężczyzn
Bieg na 60 metrów przez płotki mężczyzn – jedna z konkurencji biegowych rozgrywanych podczas halowych lekkoatletycznych mistrzostw Europy w  Olympiahalle w Monachium. Eliminacje, półfinały i bieg finałowy zostały rozegrane 22 lutego 1976. Zwyciężył reprezentant Związku Radzieckiego Wiktor Miasnikow. Tytułu zdobytego na poprzednich mistrzostwach nie bronił Leszek Wodzyński z Polski.

## Rezultaty

### Eliminacje
Rozegrano 4 biegi eliminacyjne, do których przystąpiło 18 biegaczy. Awans do półfinału dawało zajęcie jednego z pierwszych trzech miejsc w swoim biegu (Q).
Opracowano na podstawie materiału źródłowego.
Bieg 1
| Miejsce | Zawodnik           | Czas | Uwagi |
| ------- | ------------------ | ---- | ----- |
| 1       | Wiktor Miasnikow   | 7,86 | Q     |
| 2       | László Bognár      | 8,06 | Q     |
| 3       | Andrzej Ziółkowski | 8,08 | Q     |
| 4       | Jean-Pierre Corval | 8,14 |       |

Bieg 2
| Miejsce | Zawodnik          | Czas | Uwagi |
| ------- | ----------------- | ---- | ----- |
| 1       | Jiří Čeřovský     | 8,08 | Q     |
| 2       | Adam Galant       | 8,09 | Q     |
| 3       | Jorge Zapata      | 8,10 | Q     |
| 4       | Thierry Sellier   | 8,10 |       |
| –       | Roberto Schneider | DNF  |       |

Bieg 3
| Miejsce | Zawodnik              | Czas | Uwagi |
| ------- | --------------------- | ---- | ----- |
| 1       | Eduard Pieriewierziew | 8,00 | Q     |
| 2       | Georgios Mandellos    | 8,05 | Q     |
| 3       | Sławczo Kostow        | 8,10 | Q     |
| 4       | Guido Kratschmer      | 8,14 |       |

Bieg 4
| Miejsce | Zawodnik           | Czas | Uwagi |
| ------- | ------------------ | ---- | ----- |
| 1       | Zbigniew Jankowski | 7,95 | Q     |
| 2       | Berwyn Price       | 7,97 | Q     |
| 3       | Arto Bryggare      | 8,01 | Q     |
| 4       | Lubomír Nádeníček  | 8,10 |       |
| 5       | Dragan Stojićević  | 8,14 |       |

### Półfinały
Rozegrano 2 biegi półfinałowe, w których wystartowało 12 biegaczy. Awans do finału dawało zajęcie jednego z trzech pierwszych miejsc w swoim biegu (Q).
Opracowano na podstawie materiału źródłowego.
Bieg 1
| Miejsce | Zawodnik           | Czas | Uwagi |
| ------- | ------------------ | ---- | ----- |
| 1       | Wiktor Miasnikow   | 7,87 | Q     |
| 2       | Berwyn Price       | 7,91 | Q     |
| 3       | László Bognár      | 8,02 | Q     |
| 4       | Jorge Zapata       | 8,03 |       |
| 5       | Georgios Mandellos | 8,03 |       |
| 6       | Adam Galant        | 8,05 |       |

Bieg 2
| Miejsce | Zawodnik              | Czas | Uwagi |
| ------- | --------------------- | ---- | ----- |
| 1       | Zbigniew Jankowski    | 7,97 | Q     |
| 2       | Eduard Pieriewierziew | 8,00 | Q     |
| 3       | Jiří Čeřovský         | 8,05 | Q     |
| 4       | Arto Bryggare         | 8,09 |       |
| 5       | Andrzej Ziółkowski    | 8,17 |       |
| 6       | Sławczo Kostow        | 8,29 |       |

### Finał
Opracowano na podstawie materiału źródłowego.
| Miejsce | Zawodnik              | Czas |
| ------- | --------------------- | ---- |
| 1       | Wiktor Miasnikow      | 7,78 |
| 2       | Berwyn Price          | 7,80 |
| 3       | Zbigniew Jankowski    | 7,92 |
| 4       | Jiří Čeřovský         | 7,97 |
| 5       | Eduard Pieriewierziew | 8,00 |
| 6       | László Bognár         | 8,02 |